# Усть-Ягьйо
Усть-Ягьйо́ (рос. Усть-Ягьё) — село у складі Балейського району Забайкальського краю, Росія. Входить до складу Жидкинського сільського поселення.
Стара назва — Усть-Єгьйо.

## Населення
Населення — 75 осіб (2010; 92 у 2002).
Національний склад (станом на 2002 рік):
- росіяни — 100 %